# Io, 'na chitarra e 'a luna/Sona chitarra
Io, 'na chitarra e 'a luna/Sona chitarra, pubblicato nel 1959, è un singolo del cantante italiano Mario Trevi.

## Tracce
Lato A
- Io, 'na chitarra e 'a luna (E. A. Mario)[1]

Lato B
- Sona chitarra (Libero Bovio-Ernesto De Curtis)[2]

Direzione arrangiamenti: M° Beppe Mojetta

## Incisioni
Il singolo fu inciso su 78 giri, con marchio Durium- serie Royal (PR 95 - PR 96), e su 45 giri, con marchio Durium- serie Royal (QCN 1048)